# Club Regatas de Bella Vista
Maillots
Le Club de Regatas de Bella Vista (Regatas) est un club omnisports argentin basé dans la province de Buenos Aires à Bella Vista en Argentine.

## Histoire
Le club a été fondé le 14 février 1895. Aux débuts comme l'indique le nom, la discipline pratiquée a été la régate sur la Reconquista. Aujourd'hui le nom du club est conservé, même si plusieurs disciplines y sont développées, le football, le rugby à XV, le hockey sur gazon féminin, le tennis. La section de rugby à XV compte 700 pratiquants, le hockey 300.
La section de rugby à XV est membre de l'Unión de Rugby de Buenos Aires. Elle dispute le championnat Nacional de Clubes en 2008. Le club n'a obtenu aucun titre majeur, mais il est occupe régulièrement les places entre le deuxième et le huitième rang des quarante clubs qui participent au tournoi URBA. En 2002, il est vice-champion.